# Lijst van rijksmonumenten aan het Groot Heiligland
Het Groot Heiligland in de stad Haarlem telt 18 inschrijvingen in het rijksmonumentenregister. Hieronder een compleet overzicht van de rijksmonumenten in het Groot Heiligland.
| Object | Oorspronkelijke functie?  | Bouwjaar              | Architect | Locatie                                 | Coördinaten?                 | Nr.?  | Afbeelding        |
| --- | ------------------------- | --------------------- | --------- | --------------------------------------- | ---------------------------- | ----- | ----------------- |
| Hardstenen poort St Elisabets Gasthuys                                                                                      | Gebouw                    | 1767                  |           | Groot Heiligland (tussen 47 en 63)      | 52° 22' 36" NB, 4° 38' 2" OL | 19179 | Meer afbeeldingen |
| Pand met gepleisterde smalle lijstgevel, terzijde met hoge topgevel en dito zadeldak                                        | Woonhuis                  | 17e eeuw              |           | Groot Heiligland 1                      | 52° 22' 41" NB, 4° 38' 6" OL | 19180 | Meer afbeeldingen |
| Pand met rechte kroonlijst                                                                                                  | Woonhuis                  | 18e eeuw              |           | Groot Heiligland 15                     | 52° 22' 40" NB, 4° 38' 4" OL | 19181 | Meer afbeeldingen |
| Pand met trapgevel, natuurstenen blokken in bogen boven de vensters                                                         | Woonhuis                  | eerste helft 17e eeuw |           | Groot Heiligland 17                     | 52° 22' 40" NB, 4° 38' 4" OL | 19182 | Meer afbeeldingen |
| Pand met trapgevel met gemetselde ontlastingsbogen boven de vensters, houten deuromlijsting met bovenlicht, onderpui intact | Woonhuis                  | eerste helft 17e eeuw |           | Groot Heiligland 19                     | 52° 22' 40" NB, 4° 38' 4" OL | 19183 | Meer afbeeldingen |
| Pand met gepleisterde klokgevel, gevelsteen met zon, houten deuromlijsting, onderpui intact                                 | Woonhuis                  | eerste helft 17e eeuw |           | Groot Heiligland 21                     | 52° 22' 40" NB, 4° 38' 4" OL | 19184 | Meer afbeeldingen |
| Pand | Woonhuis                  | eerste helft 17e eeuw |           | Groot Heiligland 16                     | 52° 22' 40" NB, 4° 38' 4" OL | 19185 | Meer afbeeldingen |
| Pand met trapgevel, houten deuromlijsting                                                                                   | Woonhuis                  | eerste helft 17e eeuw |           | Groot Heiligland 18                     | 52° 22' 40" NB, 4° 38' 3" OL | 19186 | Meer afbeeldingen |
| Pand met trapgevel | Woonhuis                  | eerste helft 17e eeuw |           | Groot Heiligland 20                     | 52° 22' 40" NB, 4° 38' 3" OL | 19187 | Meer afbeeldingen |
| Pand met klokgevel, vroeger trapgevel, gemetselde bogen boven de vensters                                                   | Woonhuis                  | eerste helft 17e eeuw |           | Groot Heiligland 22                     | 52° 22' 40" NB, 4° 38' 3" OL | 19188 | Meer afbeeldingen |
| Pand met lijstgevel, beneden staldeuren                                                                                     | Werk-woonhuis             | eerste helft 19e eeuw |           | Groot Heiligland 26                     | 52° 22' 40" NB, 4° 38' 3" OL | 19189 | Meer afbeeldingen |
| Pand met gepleisterde halsgevel                                                                                             | Woonhuis                  | 17e eeuw              |           | Groot Heiligland 32                     | 52° 22' 39" NB, 4° 38' 2" OL | 19190 | Meer afbeeldingen |
| Pand met trapgevel met gemetselde bogen boven de ramen                                                                      | Woonhuis                  | 17e eeuw              |           | Groot Heiligland 34                     | 52° 22' 39" NB, 4° 38' 2" OL | 19191 | Meer afbeeldingen |
| Pakhuis met tuitgevel | Dierenverblijf            | 18e eeuw              |           | Groot Heiligland 36 (hk. Ravelingsteeg) | 52° 22' 39" NB, 4° 38' 2" OL | 19192 | Meer afbeeldingen |
| Pand met recht kroonlijst, houten deuromlijsting                                                                            | Woonhuis                  | 18e eeuw              |           | Groot Heiligland 38 (hk. Ravelingsteeg) | 52° 22' 38" NB, 4° 38' 2" OL | 19193 | Meer afbeeldingen |
| Pand met klokgevel | Woonhuis                  | 18e eeuw              |           | Groot Heiligland 48                     | 52° 22' 38" NB, 4° 38' 2" OL | 19194 | Meer afbeeldingen |
| Oudemannenhuis (thans Frans Hals Museum)                                                                                    | Sociale zorg, liefdadigh. | 1608 (gesticht)       |           | Groot Heiligland 62                     | 52° 22' 36" NB, 4° 38' 1" OL | 19195 | Meer afbeeldingen |
| Huisjes bij Elisabeth Gasthuis, met trapgevels                                                                              | Woonhuis                  | eerste helft 17e eeuw |           | Groot Heiligland 63 t/m 85              | 52° 22' 34" NB, 4° 38' 1" OL | 19196 | Meer afbeeldingen |

Centrum:
Bakenessergracht ·
Frankestraat ·
Gedempte Oude Gracht ·
Gierstraat ·
Groot Heiligland ·
Grote Houtstraat ·
Grote Markt ·
Jansstraat ·
Kenaupark ·
Klein Heiligland ·
Kleine Houtstraat ·
Kleine Houtweg ·
Koningstraat ·
Nieuwe Gracht ·
Parklaan ·
Spaarnwouderbuurt ·
Wilhelminastraat ·
Zijlstraat

Zuid-West:
Florapark ·
Floraplein ·
Wagenweg 

Haarlem-Oost

Schalkwijk

Noord:
Begraafplaats Kleverlaan ·
Spaarndam 